# Mistrzostwa Polski w Narciarstwie Alpejskim 2009
Mistrzostwa Polski w Narciarstwie Alpejskim 2009, właśc. Międzynarodowe Mistrzostwa Polski w Narciarstwie Alpejskim 2009 – 77. edycja mistrzostw, która odbyła się w międzynarodowej obsadzie się na trasie Doliny III w Szczyrku w dniach 18–20 marca 2009 roku.
Zaplanowano również zawody w slalomie, supergigancie oraz kombinacji, jednak zostały one odwołane.

## Medaliści

### Mężczyźni
| Konkurencja   | Złoto                                           | Wynik   | Srebro                                       | Wynik   | Brąz                               | Wynik   |
| ------------- | ----------------------------------------------- | ------- | -------------------------------------------- | ------- | ---------------------------------- | ------- |
| Slalom gigant | Maciej Bydliński Sokół Szczyrk AZS-AWF Katowice | 2:08,14 | Maciej Kominko AZS Zakopane AZS-AWF Katowice | 2:10,12 | Krzysztof Mazurek AZS-AWF Katowice | 2:10,56 |
| Slalom        | Michał Kałwa AZS-AWF Katowice                   | 1:58,62 | Jakub Ilewicz AZS-AWF Katowice               | 2:03,37 | Jakub Kłusak AZS Zakopane          | 2:05,87 |

### Kobiety
| Konkurencja   | Złoto                                       | Wynik   | Srebro                                    | Wynik   | Brąz                                      | Wynik   |
| ------------- | ------------------------------------------- | ------- | ----------------------------------------- | ------- | ----------------------------------------- | ------- |
| Slalom gigant | Agnieszka Gąsienica-Daniel AZS-AWF Katowice | 2:12,21 | Katarzyna Karasińska Eskulap Jelenia Góra | 2:12,33 | Dorota Kaczmarek Śnieżka Karpacz          | 2:13,35 |
| Slalom        | Agnieszka Gąsienica-Daniel AZS-AWF Katowice | 2:00,65 | Aleksandra Kluś AZS Zakopane              | 2:01,02 | Katarzyna Karasińska Eskulap Jelenia Góra | 2:01,37 |